# Anna Ferrer Santacana
Anna Ferrer Santacana (El Vendrell, 31 de desembre de 1999) és una portera d'hoquei sobre patins catalana.
Formada al planter del Club d'Esports Vendrell, posteriorment competí amb el Club Patí Vila-sana, amb el qual debutà a la Lliga femenina. La temporada 2021-22 fitxà pel Martinelia Manlleu, proclamant-se campiona de la Copa de la Reina. L'any següent s'incorporà a l'Esneca Fraga. Amb el club fragatí guanyà la Lliga de Campions de la WSE (2024), primer títol de l'entitat, i aconseguí el subcampionat de l'OK Lliga. A més, rebé el Trofeu Carles Trullols com a millor portera de la temporada 2023-24 i fou seleccionada en el quintet ideal. Internacional amb la selecció espanyola des de 2018, s'ha proclamat campionat d'Europa en tres ocasions (2018, 2021, 2023). Amb la selecció catalana participà a la GoldenCAT 2023.

## Palmarès
Clubs
- 1 Lliga de Campions de la WSE (2023-24)
- 1 Copa espanyola d'hoquei sobre patins (2022)

Selecció espanyola
- 1 medalla d'argent al Campionat del Món d'hoquei sobre patins femení: 2024